# Municipio de Santa Cruz Xitla
El municipio de Santa Cruz Xitla es un municipio situado en el estado de Oaxaca, México. Según el censo de 2020, tiene una población de 4794 habitantes.
La mayoría de los habitantes pertenecen a la etnia zapoteca.
El nombre de Xitla es de origen náhuatl y significa "lugar de estrellas". El pueblo de Santa Cruz Xitla fue fundado a principios del siglo XVII por  guerreros zapotecos provenientes del pueblo de Tlacolula.
El municipio se enclava en la Sierra Madre del Sur. El terreno es por lo tanto accidentado, pero en la cabecera municipal es más suave y propicio para la agricultura. La cabecera municipal se ubica a 1805 metros sobre el nivel del mar, rodeada de montañas con algunos bosques. El clima es templado la mayor parte del año con temperaturas tendientes a frías durante el invierno.
La economía del municipio está basada en la agricultura de subsistencia. Se cultivan granos básicos, pero también frutas de clima templado, hortalizas y flores. Existen algunas actividades de artesanías de la palma, como son petates o canastos. La ciudad más cercana es Miahuatlán de Porfirio Díaz, a solo 14 km de distancia. Sin embargo, las vías de comunicación
Hay escuelas de educación preescolar, primaria y secundaria a distancia.
Administrativamente, forma parte del distrito de Miahuatlán. Su capital es el pueblo de Santa Cruz Xitla, donde se asienta la gran mayoría de la población. Cuenta con 14 localidades más de escasa población. El municipio se rige por un sistema de usos y de costumbres de las indígenas.
En septiembre de 2020, el entonces Presidente Municipal, Pedro Modesto Santos, falleció por complicaciones relacionadas con el COVID-19.